# Serie A 2018-2019 (rugby a 15)
La serie A1 2018-19 fu l'85º campionato di seconda divisione di rugby a 15 in Italia.
Si tenne dal 15 ottobre 2018 al 27 maggio 2019 tra 30 squadre ripartite in prima fase su 3 gironi geografici e in seconda fase su due poule di merito con play-off finali per la promozione.
A calendari già redatti L’Aquila annunciò la propria rinuncia al campionato per impossibilità di fare fronte a obblighi finanziari pregressi, con conseguente ripescaggio dell'Amatori Alghero; nel capoluogo abruzzese sorse l'U.R. L’Aquila, che rilevò il titolo sportivo del Gran Sasso.
A raggiungere la finale e la promozione in TOP12 2019-20 furono due formazioni emiliane, il Colorno e i piacentini Lyons, che si aggiudicarono per 29-17 la gara per il titolo.
A retrocedere in serie B furono Brescia, Benevento e CUS Milano direttamente come ultime dei propri gironi, e i romani del Primavera dopo i play-out.

## Squadre partecipanti

### Girone 1
| Club             | Sponsor | Città      | Impianto interno        |
| ---------------- | ------- | ---------- | ----------------------- |
| Accademia FIR    |         | Calvisano  | Stadio San Michele      |
| Biella           | Edilnol | Biella     | Stadio del Rugby        |
| CUS Genova       |         | Genova     | Stadio Carlini          |
| CUS Milano       |         | Milano     | Stadio Giuriati         |
| CUS Torino       |         | Grugliasco | C.S. Albonico           |
| Lyons            | Sitav   | Piacenza   | Stadio Beltrametti      |
| Rugby Milano     |         | Milano     | C.S. Curioni            |
| Parabiago        |         | Parabiago  | C.S. Venegoni-Marazzini |
| Pro Recco        |         | Recco      | Stadio Androne          |
| VII Rugby Torino | TKGroup | Torino     | Stadio Nebiolo          |

### Girone 2
| Club         | Sponsor | Città                 | Impianto interno                 |
| ------------ | ------- | --------------------- | -------------------------------- |
| Badia        | Borsari | Badia Polesine        | Nuovi impianti sportivi comunali |
| Brescia      |         | Brescia               | Stadio Invernici                 |
| Colorno      |         | Colorno               | Stadio Maini                     |
| Noceto       |         | Noceto                | Stadio Nando Capra               |
| Paese        |         | Paese                 | Stadio Visentin                  |
| Petrarca A   | Argos   | Padova                | C.S. Geremia                     |
| Tarvisium    |         | Treviso               | Stadio di Monigo                 |
| Udine        |         | Udine                 | Stadio Gerli                     |
| Valpolicella |         | San Pietro in Cariano | Campo sportivo comunale          |
| Vicenza      | Rangers | Vicenza               | Rugby Arena                      |

### Girone 3
| Club            | Sponsor           | Città     | Impianto interno   |
| --------------- | ----------------- | --------- | ------------------ |
| Amatori Alghero |                   | Alghero   | Stadio Maria Pia   |
| Amatori Catania | Bingo Family      | Catania   | Stadio Goretti     |
| Benevento       | IVPC              | Benevento | Stadio Pacevecchia |
| Capitolina      |                   | Roma      | Campo dell'Unione  |
| CUS Perugia     |                   | Perugia   | Pian di Massiano   |
| I Medicei A     | Toscana Aeroporti | Firenze   | Stadio Lodigiani   |
| Pesaro          |                   | Pesaro    | Stadio Patrignani  |
| Cavalieri Union |                   | Prato     | Stadio Chersoni    |
| Primavera       |                   | Roma      | C.S. Giulio Onesti |
| U.R. L’Aquila   |                   | L'Aquila  | Stadio Fattori     |

## Formula
Il campionato si svolse in una fase a gironi e una a play-off:
- Prima fase a gironi. Le 30 squadre furono ripartite in 3 gironi da 10 squadre ciascuno secondo criteri di prossimità geografica. In tale fase le squadre si incontrarono, in ogni girone, con la formula all'italiana in partita di andata e ritorno. Al termine di tale fase, le tre squadre prime classificate di ogni girone accedettero direttamente alle semifinali, mentre le tre squadre decime classificate retrocedettero direttamente in serie B[4].
- Play-out. Le tre squadre none classificate di ogni girone si incontrarono in gara di sola andata a girone unico. L'ultima della classifica relativa a tali tre incontri fu retrocessa in serie B.
- Play-off. Le tre squadre seconde classificate si incontrarono in gara di sola andata a girone unico in un turno di barrage. La prima della classifica relativa a tali tre incontri accedette alla semifinale ove incontrò la vincente del girone 1; nell'altra semifinale si affrontarono le vincenti dei gironi 2 e 3[4]. Le semifinali si tennero in doppia gara, mentre la finale in gara unica. Le due finaliste furono promosse entrambe in TOP12 2019-20, e la vincitrice della finale fu campione d'Italia di serie A[4].

## Fase a gironi

### Girone 1
| 14-10-2018 | 1ª/10ª giornata           | 20-1-2019 |
| ---------- | ------------------------- | --------- |
| 24-17      | Biella — Accademia FIR    | 26-55     |
| 34-21      | CUS Genova — CUS Milano   | 24-13     |
| 39-14      | Milano — Settimo          | 20-17     |
| 29-29      | Parabiago — Lyons         | 25-55     |
| 27-25      | CUS Torino — Pro Recco    | 18-20     |
|            |                           |           |
| 4-11-2018  | 4ª/13ª giornata           | 3-3-2019  |
| 27-39      | Pro Recco — Accademia FIR | 24-17     |
| 16-35      | CUS Milano — Milano       | 29-38     |
| 32-30      | Settimo — CUS Genova      | 15-17     |
| 31-16      | Lyons — CUS Torino        | 24-29     |
| 27-24      | Parabiago — Biella        | 31-33     |
|            |                           |           |
| 16-12-2018 | 7ª/16ª giornata           | 7-4-2019  |
| 24-14      | Accademia FIR — Parabiago | 14-6      |
| 28-15      | Pro Recco — CUS Milano    | 15-9      |
| 61-0       | Lyons — Settimo           | 26-10     |
| 28-15      | CUS Torino — CUS Genova   | 17-17     |
| 49-10      | Milano — Biella           | 22-30     |

| 21-10-2018 | 2ª/11ª giornata            | 27-1-2019 |
| ---------- | -------------------------- | --------- |
| 52-26      | Accademia FIR — CUS Torino | 24-36     |
| 29-24      | CUS Milano — Biella        | 20-22     |
| 10-20      | Settimo — Parabiago        | 5-49      |
| 35-20      | Lyons — Milano             | 26-12     |
| 16-14      | Pro Recco — CUS Genova     | 3-32      |
|            |                            |           |
| 2-12-2018  | 5ª/14ª giornata            | 24-3-2019 |
| 40-16      | Accademia FIR — CUS Milano | 75-20     |
| 18-16      | CUS Torino — Settimo       | 28-33     |
| 24-13      | Lyons — Pro Recco          | 7-20      |
| 44-8       | CUS Genova — Biella        | 26-33     |
| 27-24      | Milano — Parabiago         | 15-21     |
|            |                            |           |
| 23-12-2018 | 8ª/17ª giornata            | 14-4-2019 |
| 13-54      | Biella — Lyons             | 10-53     |
| 27-35      | Milano — CUS Torino        | 17-19     |
| 21-49      | CUS Genova — Accademia FIR | 5-24      |
| 37-22      | Parabiago — CUS Milano     | 20-20     |
| 37-29      | Settimo — Pro Recco        | 9-8       |

| 28-10-2018 | 3ª/12ª giornata         | 17-2-2019 |
| ---------- | ----------------------- | --------- |
| 10-26      | Accademia FIR — Lyons   | 21-31     |
| 41-7       | CUS Torino — CUS Milano | 20-30     |
| 20-18      | Biella — Settimo        | 14-9      |
| 15-13      | Milano — Pro Recco      | 19-25     |
| 24-15      | CUS Genova — Parabiago  | 23-20     |
|            |                         |           |
| 9-12-2018  | 6ª/15ª giornata         | 31-3-2019 |
| 12-45      | Settimo — Accademia FIR | 12-73     |
| 15-54      | CUS Milano — Lyons      | 10-33     |
| 20-19      | CUS Genova — Milano     | 27-36     |
| 7-33       | Biella — Pro Recco      | 17-33     |
| 17-11      | Parabiago — CUS Torino  | 26-19     |
|            |                         |           |
| 13-1-2019  | 9ª/18ª giornata         | 28-4-2019 |
| 17-18      | Accademia FIR — Milano  | 27-46     |
| 34-19      | CUS Milano — Settimo    | 24-26     |
| 28-15      | Lyons — CUS Genova      | 40-24     |
| 29-33      | Pro Recco — Parabiago   | 33-24     |
| 34-16      | CUS Torino — Biella     | 12-23     |

#### Classifica
|  |     | Squadra          | G  | V  | N | P  | PF  | PS  | P±   | B  | Pt |
|  | --- | ---------------- | -- | -- | - | -- | --- | --- | ---- | -- | -- |
|  | 1.  | Lyons            | 18 | 15 | 1 | 2  | 637 | 292 | 345  | 17 | 79 |
|  | 2.  | Accademia FIR    | 18 | 11 | 0 | 7  | 623 | 390 | 233  | 15 | 59 |
|  | 3.  | Rugby Milano     | 18 | 10 | 0 | 8  | 474 | 405 | 69   | 12 | 52 |
|  | 4.  | Pro Recco        | 18 | 10 | 0 | 8  | 394 | 360 | 34   | 12 | 52 |
|  | 5.  | CUS Torino       | 18 | 9  | 1 | 8  | 434 | 420 | 14   | 12 | 50 |
|  | 6.  | Parabiago        | 18 | 8  | 2 | 8  | 438 | 417 | 21   | 9  | 45 |
|  | 7.  | CUS Genova       | 18 | 8  | 1 | 9  | 412 | 417 | −5   | 9  | 43 |
|  | 8.  | Biella           | 18 | 8  | 0 | 10 | 354 | 565 | −211 | 5  | 37 |
|  | 9.  | VII Rugby Torino | 18 | 5  | 0 | 13 | 294 | 555 | −261 | 7  | 27 |
|  | 10. | CUS Milano       | 18 | 3  | 1 | 14 | 346 | 585 | −239 | 6  | 20 |

### Girone 2
| 14-10-2018 | 1ª/10ª giornata         | 20-1-2019 |
| ---------- | ----------------------- | --------- |
| 17-15      | Tarvisium — Badia       | 23-35     |
| 59-20      | Colorno — Udine         | 43-15     |
| 13-30      | Vicenza — Noceto        | 6-34      |
| 17-23      | Petrarca — Paese        | 26-13     |
| 3-36       | Brescia — Valpolicella  | 17-37     |
|            |                         |           |
| 4-11-2018  | 4ª/13ª giornata         | 3-3-2019  |
| 19-18      | Tarvisium — Brescia     | 43-12     |
| 19-16      | Noceto — Colorno        | 27-27     |
| 25-37      | Udine — Vicenza         | 22-22     |
| 8-6        | Valpolicella — Petrarca | 12-22     |
| 38-19      | Badia — Paese           | 12-30     |
|            |                         |           |
| 16-12-2018 | 7ª/16ª giornata         | 7-4-2019  |
| 15-12      | Paese — Tarvisium       | 14-17     |
| 82-3       | Colorno — Brescia       | 61-7      |
| 0-46       | Vicenza — Petrarca      | 20-0      |
| 19-14      | Udine — Valpolicella    | 13-18     |
| 20-25      | Badia — Noceto          | 14-26     |

| 21-10-2018 | 2ª/11ª giornata          | 27-1-2019 |
| ---------- | ------------------------ | --------- |
| 22-21      | Valpolicella — Tarvisium | 10-39     |
| 0-38       | Badia — Colorno          | 14-57     |
| 30-17      | Paese — Vicenza          | 26-25     |
| 34-27      | Noceto — Petrarca        | 7-19      |
| 54-5       | Udine — Brescia          | 19-3      |
|            |                          |           |
| 2-12-2018  | 5ª/14ª giornata          | 24-3-2019 |
| 38-13      | Colorno — Tarvisium      | 33-16     |
| 5-29       | Vicenza — Valpolicella   | 33-36     |
| 10-35      | Brescia — Petrarca       | 21-38     |
| 38-23      | Badia — Udine            | 22-43     |
| 26-33      | Paese — Noceto           | 26-33     |
|            |                          |           |
| 23-12-2018 | 8ª/17ª giornata          | 14-4-2019 |
| 3-26       | Valpolicella — Noceto    | 13-17     |
| 48-12      | Tarvisium — Udine        | 23-15     |
| 83-7       | Colorno — Paese          | 33-17     |
| 19-27      | Brescia — Vicenza        | 10-19     |
| 22-14      | Petrarca — Badia         | 20-19     |

| 28-10-2018 | 3ª/12ª giornata        | 17-2-2019 |
| ---------- | ---------------------- | --------- |
| 15-34      | Petrarca — Tarvisium   | 23-17     |
| 36-17      | Colorno — Valpolicella | 29-12     |
| 3-16       | Vicenza — Badia        | 18-22     |
| 30-29      | Paese — Udine          | 18-29     |
| 0-31       | Brescia — Noceto       | 3-38      |
|            |                        |           |
| 9-12-2018  | 6ª/15ª giornata        | 31-3-2019 |
| 36-10      | Tarvisium — Vicenza    | 27-20     |
| 13-20      | Petrarca — Colorno     | 24-30     |
| 27-3       | Noceto — Udine         | 28-29     |
| 29-26      | Brescia — Badia        | 7-59      |
| 29-9       | Valpolicella — Paese   | 19-19     |
|            |                        |           |
| 13-1-2019  | 9ª/18ª giornata        | 28-4-2019 |
| 32-15      | Noceto — Tarvisium     | 12-43     |
| 10-38      | Vicenza — Colorno      | 7-62      |
| 27-26      | Udine — Petrarca       | 10-35     |
| 39-34      | Paese — Brescia        | 27-27     |
| 27-7       | Badia — Valpolicella   | 28-29     |

#### Classifica
|  |     | Squadra      | G  | V  | N | P  | PF  | PS  | P±   | B  | Pen | Pt |
|  | --- | ------------ | -- | -- | - | -- | --- | --- | ---- | -- | --- | -- |
|  | 1.  | Colorno      | 18 | 16 | 1 | 1  | 785 | 241 | 544  | 16 | 0   | 82 |
|  | 2.  | Noceto       | 18 | 14 | 1 | 3  | 479 | 303 | 176  | 12 | 0   | 70 |
|  | 3.  | Tarvisium    | 18 | 11 | 0 | 7  | 463 | 360 | 103  | 9  | 0   | 53 |
|  | 4.  | Petrarca A   | 18 | 10 | 0 | 8  | 414 | 319 | 95   | 14 | 4   | 50 |
|  | 5.  | Valpolicella | 18 | 9  | 1 | 8  | 351 | 369 | −18  | 8  | 0   | 46 |
|  | 6.  | Paese        | 18 | 7  | 2 | 9  | 388 | 513 | −125 | 10 | 0   | 42 |
|  | 7.  | Badia        | 18 | 7  | 0 | 11 | 419 | 436 | −17  | 12 | 0   | 40 |
|  | 8.  | Udine        | 18 | 7  | 1 | 10 | 407 | 496 | −89  | 8  | 0   | 38 |
|  | 9.  | Vicenza      | 18 | 4  | 1 | 13 | 292 | 508 | −216 | 7  | 0   | 25 |
|  | 10. | Brescia      | 18 | 1  | 1 | 16 | 237 | 690 | −453 | 3  | 0   | 9  |

### Girone 3
| 14-10-2018 | 1ª/10ª giornata           | 20-1-2019 |
| ---------- | ------------------------- | --------- |
| 7-25       | L'Aquila — Am. Catania    | 13-20     |
| 26-20      | Benevento — Prato Sesto   | 0-64      |
| 23-19      | Pesaro — Primavera        | 15-26     |
| 34-38      | CUS Perugia — Alghero     | 26-13     |
| 31-17      | Capitolina — I Medicei    | 26-26     |
|            |                           |           |
| 4-11-2018  | 4ª/13ª giornata           | 3-3-2019  |
| 24-29      | Prato Sesto — Am. Catania | 20-20     |
| 19-25      | Alghero — Capitolina      | 18-30     |
| 25-32      | Primavera — L'Aquila      | 5-17      |
| 40-0       | Pesaro — Benevento        | 43-27     |
| 29-21      | CUS Perugia — I Medicei   | 15-20     |
|            |                           |           |
| 16-12-2018 | 7ª/16ª giornata           | 7-4-2019  |
| 12-3       | Capitolina — CUS Perugia  | 10-26     |
| 45-3       | Am. Catania — Pesaro      | 20-25     |
| 18-8       | Prato Sesto — Primavera   | 13-13     |
| 20-26      | I Medicei — Alghero       | 30-20     |
| 26-20      | L'Aquila — Benevento      | 24-20     |

| 21-10-2018 | 2ª/11ª giornata           | 27-1-2019 |
| ---------- | ------------------------- | --------- |
| 10-17      | Am. Catania — Capitolina  | 26-19     |
| 34-24      | Prato Sesto — L'Aquila    | 37-15     |
| 42-31      | Alghero — Benevento       | 20-17     |
| 20-13      | Primavera — CUS Perugia   | 11-23     |
| 24-25      | I Medicei — Pesaro        | 12-14     |
|            |                           |           |
| 2-12-2018  | 5ª/14ª giornata           | 24-3-2019 |
| 22-16      | L'Aquila — Pesaro         | 15-39     |
| 21-12      | Capitolina — Primavera    | 12-28     |
| 26-24      | Benevento — CUS Perugia   | 28-66     |
| 31-25      | Am. Catania — Alghero     | 15-15     |
| 27-20      | I Medicei — Prato Sesto   | 17-1      |
|            |                           |           |
| 23-12-2018 | 8ª/17ª giornata           | 14-4-2019 |
| 29-14      | L'Aquila — I Medicei      | 10-16     |
| 21-20      | Primavera — Alghero       | 17-19     |
| 14-19      | Pesaro — Prato Sesto      | 21-34     |
| 7-21       | CUS Perugia — Am. Catania | 17-21     |
| 19-35      | Benevento — Capitolina    | 6-80      |

| 28-10-2018 | 3ª/12ª giornata           | 17-2-2019 |
| ---------- | ------------------------- | --------- |
| 26-14      | I Medicei — Am. Catania   | 22-23     |
| 13-19      | CUS Perugia — Pesaro      | 11-11     |
| 12-20      | Benevento — Primavera     | 0-20      |
| 20-35      | L'Aquila — Alghero        | 11-34     |
| 42-5       | Capitolina — Prato Sesto  | 18-28     |
|            |                           |           |
| 9-12-2018  | 6ª/15ª giornata           | 31-3-2019 |
| 7-10       | Alghero — Prato Sesto     | 23-43     |
| 28-22      | Primavera — Am. Catania   | 0-36      |
| 23-29      | Pesaro — Capitolina       | 21-24     |
| 32-26      | CUS Perugia — L'Aquila    | 41-34     |
| 31-22      | Benevento — I Medicei     | 26-52     |
|            |                           |           |
| 13-1-2019  | 9ª/18ª giornata           | 28-4-2019 |
| 37-20      | Benevento — Am. Catania   | 13-70     |
| 33-14      | Capitolina — L'Aquila     | 24-39     |
| 20-13      | Prato Sesto — CUS Perugia | 7-15      |
| 27-21      | Alghero — Pesaro          | 7-32      |
| 17-17      | I Medicei — Primavera     | 7-50      |

#### Classifica
|  |     | Squadra         | G  | V  | N | P  | PF  | PS  | P±   | B  | Pen | Pt |
|  | --- | --------------- | -- | -- | - | -- | --- | --- | ---- | -- | --- | -- |
|  | 1.  | Capitolina      | 18 | 13 | 1 | 4  | 504 | 324 | 180  | 12 | 0   | 66 |
|  | 2.  | Amatori Catania | 18 | 12 | 2 | 4  | 491 | 318 | 173  | 9  | 0   | 61 |
|  | 3.  | Cavalieri Union | 18 | 11 | 2 | 5  | 434 | 332 | 102  | 8  | 0   | 56 |
|  | 4.  | CUS Perugia     | 18 | 8  | 1 | 9  | 408 | 358 | 50   | 14 | 0   | 48 |
|  | 5.  | Pesaro          | 18 | 9  | 1 | 8  | 405 | 374 | 31   | 9  | 0   | 47 |
|  | 6.  | Amatori Alghero | 18 | 8  | 1 | 9  | 408 | 434 | −26  | 10 | 0   | 44 |
|  | 7.  | I Medicei A     | 18 | 7  | 0 | 11 | 378 | 470 | −92  | 12 | 0   | 40 |
|  | 8.  | U.R. L’Aquila   | 18 | 6  | 2 | 10 | 390 | 427 | −37  | 10 | 0   | 38 |
|  | 9.  | Primavera       | 18 | 7  | 2 | 9  | 324 | 336 | −12  | 5  | 0   | 37 |
|  | 10. | Benevento       | 18 | 3  | 0 | 15 | 339 | 708 | −369 | 11 | 4   | 19 |

## Play-out
| Data      | Incontro            | Risultato |
| --------- | ------------------- | --------- |
| 5-5-2019  | Settimo — Vicenza   | 37-26     |
| 12-5-2019 | Primavera — Settimo | 20-15     |
| 19-5-2019 | Vicenza — Primavera | 25-20     |

|  |    | Squadra          | G | V | N | P | PF | PS | P± | B | Pt |
|  | -- | ---------------- | - | - | - | - | -- | -- | -- | - | -- |
|  | 1. | VII Rugby Torino | 2 | 1 | 0 | 1 | 52 | 46 | 6  | 2 | 6  |
|  | 2. | Vicenza          | 2 | 1 | 0 | 1 | 51 | 57 | −6 | 1 | 5  |
|  | 3. | Primavera        | 2 | 1 | 0 | 1 | 40 | 40 | 0  | 1 | 5  |

## Play-off
| Data      | Incontro                | Risultato |
| --------- | ----------------------- | --------- |
| 5-5-2019  | Accademia — Noceto      | 29-26     |
| 12-5-2019 | Noceto — Am. Catania    | 28-0      |
| 19-5-2019 | Am. Catania — Accademia | 33-38     |

|  |    | Squadra         | G | V | N | P | PF | PS | P±  | B | Pt |
|  | -- | --------------- | - | - | - | - | -- | -- | --- | - | -- |
|  | 1. | Accademia FIR   | 2 | 2 | 0 | 0 | 54 | 29 | 25  | 1 | 9  |
|  | 2. | Noceto          | 2 | 1 | 0 | 1 | 67 | 59 | 8   | 2 | 6  |
|  | 3. | Amatori Catania | 2 | 0 | 0 | 2 | 33 | 66 | −33 | 2 | 2  |

|  | Semifinali    | Semifinali    | Semifinali | Semifinali | Semifinali |  |  | Finale  | Finale  | Finale |  |
|  |               |               |            |            |            |  |  |         |         |        |  |
|  | Accademia FIR | Accademia FIR | 12         | 7          | 19         |  |  |         |         |        |  |
|  | Lyons         | Lyons         | 45         | 68         | 113        |  |  | Lyons   | Lyons   | 29     |  |
|  | Capitolina    | Capitolina    | 20         | 12         | 32         |  |  | Colorno | Colorno | 17     |  |
|  | Colorno       | Colorno       | 19         | 25         | 44         |  |  |         |         |        |  |

### Semifinali
| Arbitro: | Federico Vedovelli (Sondrio) |

|                      |    |                                                                                               |
| Capone 30’ Gemma 72’ | mt | 10’ Della Ragione 26’ Guillomot 39’ Grassotti 45’ Bruno 48’ G. Via 56’ Masselli 78’ Potgeiter |
| Bientinesi 72’       | tr | 26’, 39’, 48’, 56’, 78’ Guillomot                                                             |

| Arbitro: | Vincenzo Schipani (Benevento) |

|                          |      |                                           |
| Colitti 27’ Trapasso 44’ | mt   | 8’ Lucchin 59’ Afamasaga 45’ Da Lisca 74’ |
| Mazzi 27’, 44’           | tr   | 59’, 74’ Cozzi                            |
| Romano 8’, 80’           | c.p. |                                           |

| Arbitro: | Andrea Spadoni (Padova) |

| |    |                |
| Tarantini 3’ Rollero 8’ Bance 22’ A. Via 30’, 80’ Guillomot 44’ G. Via 51’ Gherardi 54’ Bruno 61’, 72’ | mt | 69’ Zuliani    |
| Guillomot 3’, 8’, 22’, 30’, 44’, 51’, 54’, 72’, 80’                                                    | tr | 69’ Bientinesi |

| Arbitro: | Federico Boraso (Rovigo) |

|                                |      |                             |
| Alvarado 7’, 16’ Afamagasa 46’ | mt   | 53’ Trapasso 56’ Corvisieri |
| Magri 16’, 46’                 | tr   | 56’ Mazzi                   |
| Magri 43’, 64’                 | c.p. |                             |

### Finale
| Arbitro: | Manuel Bottino (Roma) |

| |              | |
| Bruno 8’ Subacchi 67’ | mt           | 53’ Alvarado 63’ Delnevo 82’ Datola |
| Guillomot 8’, 67’ | tr           | 63’ Cozzi |
| Guillomot 2’, 13’, 17’, 31’, 35’ | c.p.         | |
| · 64’G. Via · 77’A. Via · Conti · Subacchi · Bruno · Guillomot · 56’Efori · Masselli · Lekic · 73’ Bance · Pedrazzani (c) · Grassotti · 44’ Salerno · Rollero · 50’ Potgeiter | Formazioni   | · Castagnoli · Terzi · Afamagasa · Silva 44’ · Papa 60’ · Magri 14’ · Boccarossa · Delnevo · Modoni 43’ · Pop 64’ · Da Lisca (c) · Rossi · Alvarado 54’ · Buondonno 43’ · Singh 43’ |
| · 44’ Salerno · 50’ Greco · 56’ Gherardi · 64’ Della Ragione · 75’ Bedini · 75’ Canderle · 77’ Arrigo                                                                         | Sostituzioni | · Cozzi 14’ · Perrone 43’ · Goegan 43’ · Datola 43’ · Lucchin 44’ · Fiume 54’ · Scalvi 60’ · Piccioli 64’                                                                           |
| Cristian Prestera | Allenatori   | Roland de Marigny |

## Verdetti
- Lyons: Campione d'Italia Serie A, promossa in TOP12 2019-20
- Colorno: promossa in TOP12 2019-20
- Brescia, Benevento, CUS Milano, Primavera: retrocesse in serie B 2019-20